# إليوت فاساميليت
إليوت فاساميليت (مواليد 29 ديسمبر 2000) هو مغني بلجيكي،مثل بلجيكيا في مسابقة الأغنية الأوروبية 2019.